# SG Flensburg-Handewitt
Lo Spielgemeinschaft Flensburg-Handewitt è una squadra di pallamano tedesca avente sede a Flensburgo.

È stata fondata nel 1990.

Nella sua storia ha vinto 3 campionati tedeschi, 4 coppe di Germania, 3 supercoppe di Germania, 2 Coppe delle Coppe, 1 EHF Champions League, 3 EHF Cup e 1 City Cup.

È l'attuale squadra detentrice della Handball-Bundesliga

Disputa le proprie gare interne presso la Flens-Arena di Flensburgo la quale ha una capienza di 6.300 spettatori.

## Palmarès

### Trofei nazionali
- Campionato tedesco: 3
  - 2003-04, 2017-18, 2018-19
- Coppa di Germania: 4
  - 2002-03, 2003-04, 2004-05, 2014-15.
- Supercoppa di Germania: 3
  - 2000, 2013, 2019.

### Trofei internazionali
- Champions League: 1
  - 2013-14
- Coppa delle Coppe: 2
  - 2000-01, 2011-12.
- EHF Cup/European League: 3
  - 1996-97, 2023-24, 2024-25
- City Cup / Challenge Cup: 1
  - 1998-99.

## Rosa 2024-2025
| N° | Naz.                            | Ruolo | Sportivo             | Anno |  |  |
| -- | ------------------------------- | ----- | -------------------- | ---- |  |  |
| 1  | Bosnia ed Erzegovina (bandiera) | P     | Benjamin Burić       | 1990 |  |  |
| 20 | Danimarca (bandiera)            | P     | Kevin Møller         | 1989 |  |  |
| 2  | Danimarca (bandiera)            | T     | Simon Pytlick        | 2000 |  |  |
| 4  | Germania (bandiera)             | PV    | Johannes Golla       | 1997 |  |  |
| 5  | Danimarca (bandiera)            | T     | Niclas Kirkeløkke    | 1994 |  |  |
| 18 | Danimarca (bandiera)            | T     | Andreas Holst Jensen | 1994 |  |  |
| 19 | Polonia (bandiera)              | T     | Oskar Czertowicz     | 2006 |  |  |
| 22 | Danimarca (bandiera)            | T     | Mads Mensah Larsen   | 1991 |  |  |
| 24 | Svezia (bandiera)               | T     | Jim Gottfridsson     | 1992 |  |  |
| 25 | Danimarca (bandiera)            | PV    | Lukas Lindhard       | 1999 |  |  |
| 26 | Danimarca (bandiera)            | A     | Jóhan Hansen         | 1994 |  |  |
| 27 | Norvegia (bandiera)             | A     | Aksel Horgen         | 1996 |  |  |
| 29 | Norvegia (bandiera)             | A     | August Pedersen      | 1994 |  |  |
| 31 | Danimarca (bandiera)            | A     | Emil Manfeldt        | 1998 |  |  |
| 33 | Paesi Bassi (bandiera)          | T     | Kay Smits            | 1997 |  |  |
| 35 | Croazia (bandiera)              | T     | Marko Kopljar        | 1986 |  |  |
| 43 | Slovenia (bandiera)             | PV    | Blaž Blagotinšek     | 1994 |  |  |
| 64 | Danimarca (bandiera)            | T     | Lasse Møller         | 1996 |  |  |